# Celebes
Celebes (em indonésio:  Sulawesi) é uma das Grandes Ilhas da Sonda, na Indonésia. Décima primeira maior ilha do mundo, está situada entre Bornéu e as Molucas, localizando-se ao sul de Mindanao e do Arquipélago de Sulu. Na Indonésia, Celebes está em quarto lugar em termos de área (após Sumatra, Bornéu e Papua) e em terceiro lugar em termos de população (após Java e Sumatra).
A ilha de Celebes é dividida em quatro penínsulas: no norte, a Península de Minahassa; a Península Oriental; a Península Austral e a Península do Sudeste. Três golfos separam estas penínsulas, o Golfo de Tomini, entre Minahasa e a Península Oriental; o Golfo de Tolo, entre as Penínsulas Oriental e do Sudeste e o Golfo de Bone, entre as Penínsulas do Sudeste e Austral. O Estreito de Macáçar localiza-se ao oeste da ilha, separando-a de Bornéu.

## Etimologia
Na língua nativa, o nome Sulawesi possivelmente deriva das palavras sula (ilha) e besi (ferro), referindo-se ao minério de ferro, exportado historicamente dos depósitos localizados no Lago Matano. Em Português, o nome provavelmente tem origem na corruptela do nome nativo por parte dos primeiros navegadores portugueses a chegar na área.
No Brasil, o topônimo por vezes recebe uma acentuação proparoxítona: "Célebes", forma como regra não registrada nas fontes prescritivas em português.

## Geografia
Celebes é a décima primeira maior ilha do mundo, cobrindo uma área de 180.680,7 quilômetros quadrados. O terreno da zona central da ilha é montanhoso e de difícil acesso, o que causou que tradicionalmente cada península se desenvolvesse isoladamente, tendo contato por mar mais do que por terra. Os três golfos que dividem cada península são, de norte para sul, o de Tomini, Tolo e Bone. Estes separam as penínsulas de Minahassa, Oriental, do Sudeste e Austral.
O Estreito de Macáçar banha o lado oeste da ilha. Ao redor da ilha estão Bornéu, ao Oeste, as Filipinas, ao norte, as Ilhas Molucas, ao Leste e a Ilha de Flores, ao Sul.

### Ilhas Menores
As Ilhas Selayar formam uma cadeia indo em direção ao sul para o Mar de Flores. As Ilhas Sangihe e Talaud se localizam ao norte vindo da ponta mais norte de Celebes e a Ilha Buton se localiza logo na costa da Península do Sudeste. As ilhas Togian estão no Golfo de Tomini e as Ilhas Peleng e Banggai estão localizadas entre Celebes e as Ilhas Molucas. Todas as ilhas previamente mencionadas são administradas pelas províncias de Celebes.

## Geologia
A ilha possui um montanhismo de próxima localização ao litoral, suas cordilheiras elevam-se a uma altitude elevada e, em geral, não vulcânicas. Vulcões ativos são encontrados na Península de Minahassa ao norte e as Ilhas Sangihe. A Península ao norte possui vários vulcões ativos, como o Monte Lokon, Monte Awu, Monte Soputan e Monte Karangetang.

A partir de análises e reconstruções tectônicas, é acreditado que a ilha se formou a partir de colisões de terrenos da Placa Eurasiática (formando a parte ocidental da ilha) e da Placa Australiana (formando a parte sudeste e Banggai) e com arcos insulares localizados antes no Pacífico (formando a parte norte e leste). Devido a sua formação tectônica, muitas falhas estão se cicatrizando na área, fazendo dela propícia a terremotos.

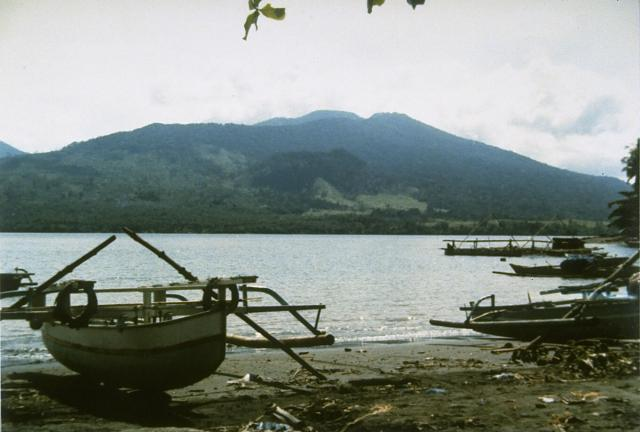
O Monte Tongkoko é um vulcão localizado ao norte de Celebes.

Celebes, em contraste com as outras ilhas na região biogeográfica da Wallacea, não é realmente oceânico, mas uma ilha composta na zona de colisão da Ásia-Pacífico. Partes da ilha eram coladas à margem continental Australiana ou Eurasiática mas foram separadas por meio de processos vicariantes. A oeste a abertura do Estreito de Macáçar separou Celebes da região de Sondalândia no período Eoceno (há 45 milhões de anos). A leste, a teoria tradicional da colisão de diversos fragmentos micro-continentais separarando-se da Ilha de Guiné juntamente com a márgem vulcânica do oeste celebense em diferentes eras desde o Alto-Mioceno (há 20 milhões de anos) foi substituída pela teoria de que uma fragmentação extensiva ocorreu após uma única colisão no Mioceno do oeste celebense com o Esporão de Sula, a ponta ocidental de um antigo cinturão dobrado de origem varisca no Paleozoico Tardio.

## História

### Pré-História
Antes de 2014,o povoamento da região sul de Celebes era datado em c.30.000 A.C. baseados em datas de radiocarbono obtidas em depósitos rochosos em Maros. Nenhuma evidência de ocupação humana anterior foi achada, apesar da ilha quase certamente ter feito parte da ponte terrestre que conectou uma vez a Austrália e a Nova Guiné por c.40.000 A.C. Não há nenhuma evidência do Homo erectus ter pisado em Celebes; ferramentas de pedra foram descobertas em 1947 nas margens direitas do Rio Walennae, em Berru, que acreditavam-se datar do Pleistoceno baseado na associação com fósseis de vertebrados, agora crê-se em talvez 50.000 A.C.

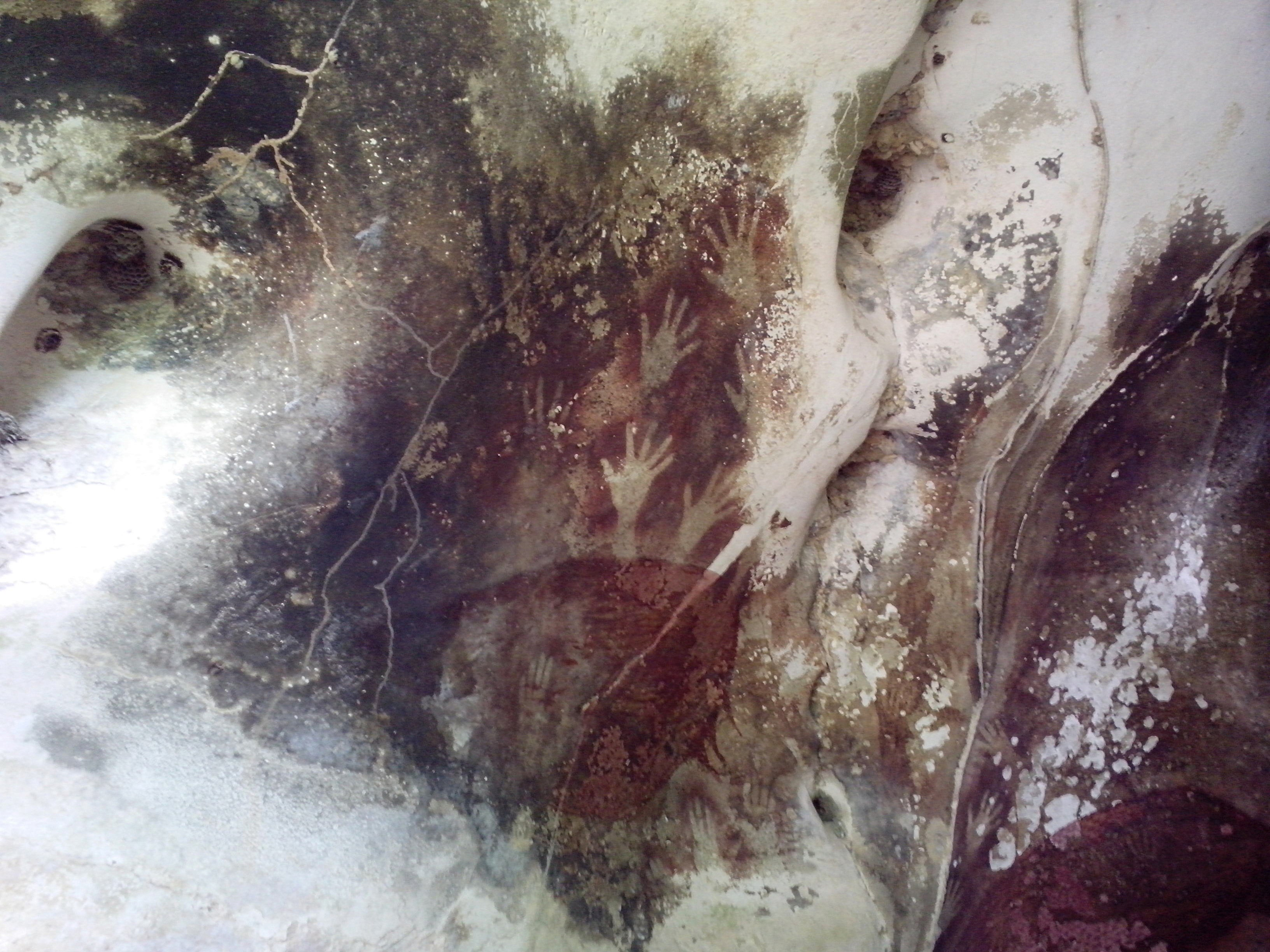
Pinturas rupestres nas cavernas de Pettakere

Em Outubro de 2014 foi anunciado que pinturas rupestres em Maros datavam de 40.000 anos. Uma, de uma mão, possui cerca de 39.900 anos de idade, o que fazia dela a "mais velha pintura de mão no mundo". Dr. Maxime Aubert, da Universidade de Griffith em Queensland, Austrália, alegou que a idade mínima para as silhuetas encontradas na caverna de Pettakere em Maros seria de 35.400 anos e adicionou que: "[...] seria uma das mais antigas imagens figurativas do mundo, senão a mais antiga". Em 11 de Dezembro de 2019, foi anunciado pelo Dr. Aubert a descoberta da mais velha cena de caça em pinturas rupestres do mundo.
Segundo o modelo de Peter Bellwood em migração dos povos Austronésios (AN) em direção ao sul, datas de radiocarbono nas cavernas de Maros sugerem uma data em meados do segundo milênio antes de Cristo para a chegada do grupo, vindo do leste de Bornéu, falando uma Proto-Língua Sul-Celebense (PSC). Povoações iniciais se deram provavelmente por volta da foz do Rio Sadang, na costa noroeste da ilha, apesar da costa sul também ter sido sugerida.
Migrações subsequentes pelo terreno montanhoso resultaram em isolamento geográfico dos povos de língua PSC, proporcionando a evolução de suas línguas em oito famílias do grupo linguístico Sul-Celebense. Se é possível dizer que cada grupo possui uma terra natal, a dos Bugineses - atualmente o grupo mais numeroso - é por volta dos lagos Témpé e Sidénrég na depressão Walennae. Neste local, por entorno de 2.000 anos, vivem o grupo linguístico que viriam a se tornar os Bugineses; um nome considerado arcaico para este povo (que por acaso se preservou em outras línguas da região) é Ugiq. Apesar do fato de hoje eles possuem laços estreitos aos Macáçar, o grupo linguístico mais próximo deles são os Toraia.
A sociedade Buginesa anterior a 1200 era mais provavelmente organizada em chefaturas. Alguns antropólogos especularam que estas chefaturas guerreavam entre si e, em tempos de paz, realizavam casamento entre as tribos. Ademais, especula-se que a segurança individual era nula e a caça de cabeças era uma prática cultural. A economia política teria sido uma mistura de caça e coleta e agricultura de queimada e itinerante. O plantio de arroz em campos alagados é especulado de ter ocorrido às margens de rios e lagos.
Em Celebes central, localizam-se mais de 400 megálitos de granito, os quais estudos arqueológicos dataram ser de entre 3000 a.C. e 1300 d.C. Eles variam em tamanho de alguns centímetros até cerca de 4,5 metros. O propósito original destes megálitos é desconhecido. Cerca de 30 megálitos representam formas humanas. Outros, possuem formatos de potes (Kalamba) e pratos de pedra (Tutu'na).

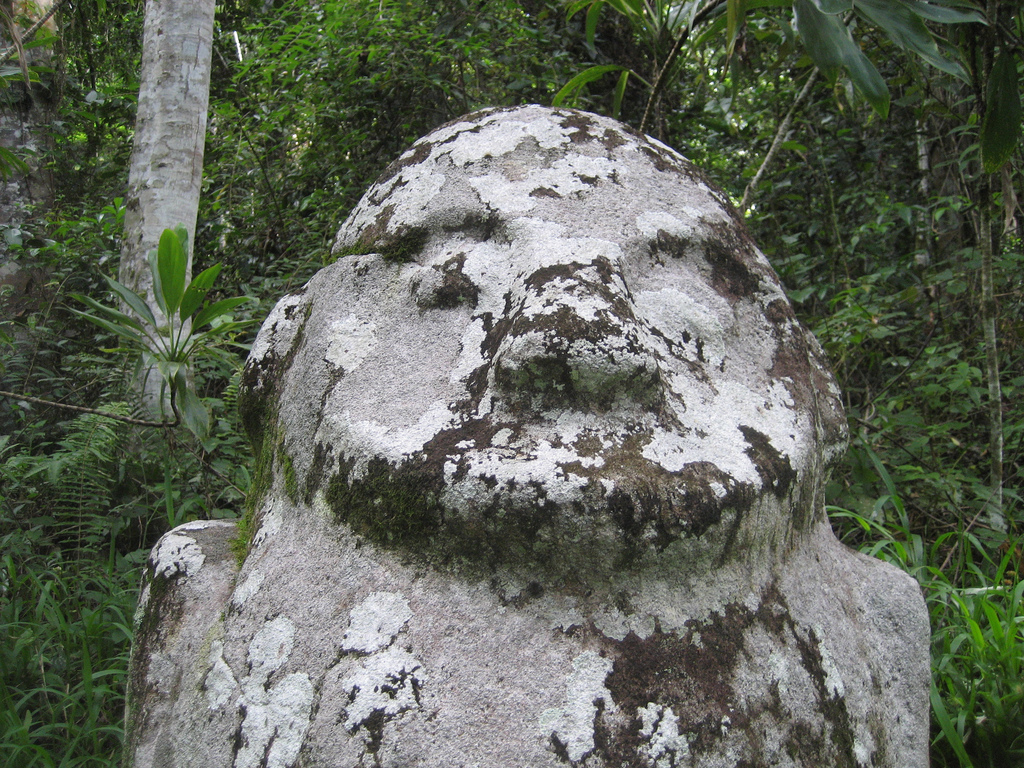
Pedra megalítica em Celebes central

### Era Medieval e Período Moderno
Iniciando no século XIII, o acesso a bens vindos do comércio e a recursos metálicos, como o ferro, uma alteração no padrões culturais tradicionais é percebida, com o advento de unidades políticas maiores e mais organizadas. Não é sabido se esses dois ingredientes apareceram conjuntamente, um foi talvez o precursor de outro.
Em 1367, diversos corpos políticos na ilha foram mencionados no manuscrito javanês Nagarakregatama, datado do período Majapaíta. Mencionaram-se pequenos reinos incluindo Gowa, Macáçar, Luwu e Banggai. Aparententemente, pelo século XIII, os reinos da ilha eram conectados por uma rede de comércio marítimo, centrado no porto de  Majapaít, em Java Oriental. No ano de 1400, um grande número de principados que sobreviviam da agricultura de subsistência surgiram no vale de Cenrana, a oeste, assim como na costa austral e na costa ocidental perto da região moderna de Parepare.

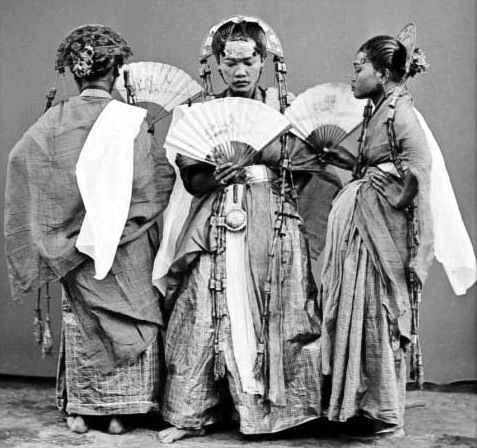
Dançarinas de "Padjogé", dança tradicional da ilha de Celebes.

Os primeiros europeus a avistarem esta terra (que acreditou-se ser um arquipélago devido ao seu formato contorcido) foram os navegadores portugueses de Simão de Abreu, em 1523, e Gomes de Sequeira (junto a outros), em 1525, enviados das Molucas em busca de ouro, o qual as ilhas tinham reputação de produzir. Uma base portuguesa foi instalada em Macáçar nas primeiras décadas do século XVI, durando sua presença até 1665, quando foi tomada pelos holandeses. Os holandeses chegaram em Celebes em 1605 e foram rapidamente seguidos dos ingleses, que estabeleceram uma manufatura em Macáçar. De 1660 em diante, os holandeses declararam guerra a Gowa, o maior reino da costa oeste Macaçaresa. Em 1669, o Almirante Speelman forçou o governante, Sultão Hasanuddin, a assinar o Tratado de Bongaya, que daria controle de todo o comércio à Companhia Holandesa das Índias Orientais. Os holandeses foram ajudados em sua conquista pelo chefe militar buginês Arung Palakka, governante do Reino de Bone. Os holandeses construíram um forte em Ujung Pandang, enquanto Arung Palakka se tornou um conquistador regional, com Bone sendo o reino dominante. Desenvolvimento político e cultural desacelerou-se aparentemente, como resultado deste status quo.

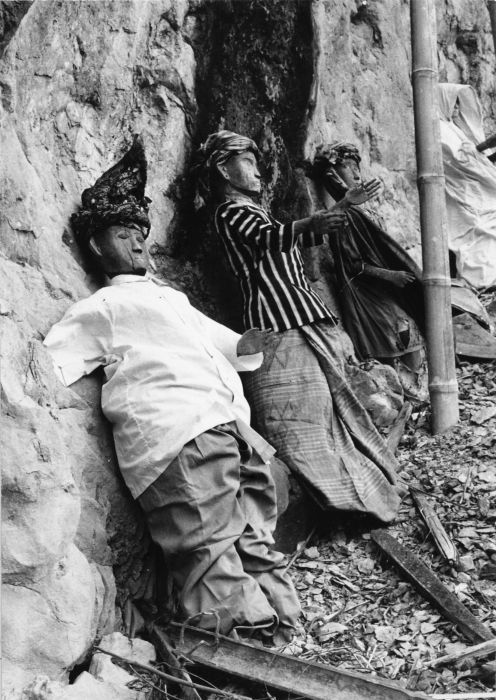
Estátuas de pessoas no cemitério aberto de Tau-tau. Nesta localidade há a tradição de enterrar pessoas em despenhadeiros à beira de montanhas

Alega-se que os portugueses tenham construído um forte em Parigi em 1555. Os Kaili eram um grupo importante assentado no vale do Palu e eram relacionados aos Toraia. Acadêmicos relacionam que seu controle oscilou por Ternate e Macáçar, mas esta pode ter sido uma decisão dos holandeses de dar a seus vassalos a chance de governar um grupo mais conturbado. Padruge comentou que nos anos 1700, os Kaili eram numerosos e extremamente militarizados.

### Período Contemporâneo
No anos anos de 1850, uma guerra eclodiu entre os povos Kaili, incluindo os Banawa, forçando os holandeses a intervirem. As causas do conflitos são complexas e envolvem piratas vindo das Ilhas Sula e provavelmente Wyndham (um mercador inglês que é comentado estar envolvido no comércio de armas na área por este período).
No final do século XIX, a família mercante dos Sarasin realizaram jornadas pelo vale do Palu, com o intuito de trazer os povos Kaili ao controle holandês. Algumas fotografias surpreendentes e interessantes foram tiradas de xamãs da região, chamados de Tadulako. Sucessivas missões cristãs foram estabelecidas na área e diversos estudos etnográficos foram realizados, no início do século XX. Em 1905, a totalidade da ilha se tornou parte da colônia holandesa das Índias Orientais Holandesas até a ocupação japonesa durante a Segunda Guerra Mundial. Durante a Revolução Nacional da Indonésia, o capitão holandês "Turk" Westerling realizou campanhas pelo sul de Celebes nas quais centenas, talvez milhares, de celebenses morreram. Seguida a transferência de soberania em dezembro de 1949, Celebes se tornou parte dos Estados Unidos Federados da Indonésia, que em 1950 foi absorvido pela República da Indonésia.

## Demografia
O censo de 2000 constatou que a população de Celebes era de 14.946.488, cerca de 7,25% da população Indonésia naquele momento. No Censo de 2010, a população alcançou 17.371.782, um crescimento de 16,26% em dez anos e a última estimativa oficial (2019) constatou 19.573.800 habitantes, crescimento de 12,67%. A maior cidade da ilha é Macáçar.

### Religião
Islamismo é a religião majoritária de Celebes. A conversão das terras baixas da Península Austral ao Islã ocorreu no início do século XVII. Os reinos de Luwu no golfo de Bone foi o primeiro a aceitar a religião, em fevereiro de 1605; o reino macaçarês de Goa-Talloq, centrado na cidade atual de Macáçar, converteu em seguida, em setembro. Entretanto, os povos de Gorontalo e Mongondow na parte norte da península converteram extensivamente ao Islã apenas no século XIX. Maior parte dos Muçulmanos são Sunitas.

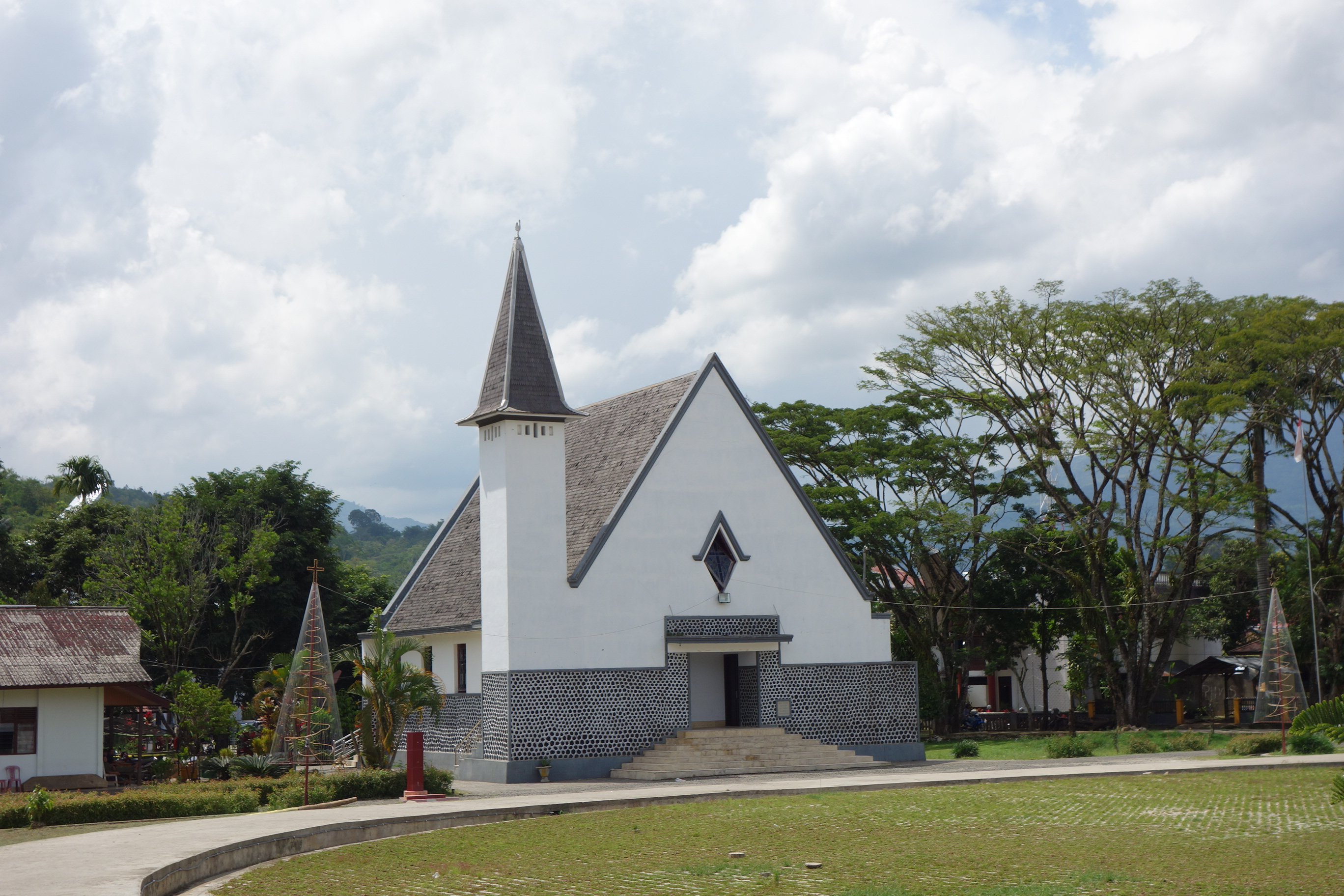
Catedral cristã na cidade de Rantepao, Celebes Meridional.

Cristãos formam uma minoria expressiva na ilha. Segundo o demógrafo Toby Alice Volkman, 17% da população celebense é Protestante e pouco menos que 2% é Católico Romano. Cristãos estão concentrados na ponta norte da ilha na Península de Minahassa por volta da cidade de Manado, a qual é habitada pelo povo Minahassa, predominantemente Protestante, além das ilhas mais setentrionais de Sangir e Talaud. O povo Toraia de Tana Toraia na parte central de Celebes tem convertido largamente ao Cristianismo desde a independência da Indonésia. Há também uma população substancial de Cristãos  em volta do Lago Poso em Celebes Central, entre os povos Pamona também de Celebes Central e próximo a Mamasa.
Embora a maior parte da população se identifique como Muçulmano ou Cristão, são geralmente mantidas as crenças ancestrais. Não é incomum ambas as comunidades fazerem oferendas a Deuses, Deusas e espíritos locais.
Pequenas populações de Budistas e Hinduístas são encontrados também em Celebes, geralmente entre as comunidades Chinesas, Balinesas e Indianas.

### Línguas
Em Celebes, encontram-se cerca de 114 línguas nativas, todas pertencem ao sub-grupo Malaio-Polinésio da família linguística Austronésia. Com uma população de pouco mais de 19,5 milhões de habitantes (segundo últimas estimativas de 2019), Celebes apresenta alta diversidade linguística quando comparada com outras ilhas mais densamente povoadas, como Java que, com mais de 145 milhões de habitantes, apresenta de 4 a 8 línguas (dependendo da contagem).  Praticamente todas as línguas faladas em Celebes (com a exceção de três) são pertencentes a um destes sub-grupos:
- Línguas Gorontalo-Mongondow
- Línguas Sanguíricas
- Linguas Minahassas
- Línguas Celébicas
- Línguas Sul-Celebenses

As três línguas que não se associam a nenhum desses sub-grupo são relacionadas a grupos linguísticos de fora da ilha.

## Divisões Administrativas
A ilha subdividida em 6 províncias: Gorontalo, Celebes Ocidental, Celebes Meridional, Celebes Central, Celebes do Sudeste e Celebes Setentrional. Celebes Ocidental a província mais nova, criada em 2004 separando-se de Celebes Meridional. As maiores cidades da ilha são Macáçar, Manado, Palu, Kendari, Bitung, Gorontalo, Palopo e Baubau.

| Província            | Área em Km2 | População (Censo de 2010) | População (Censo de 2019) | Densidade em Km2 | Capital   | População (Último Censo) |
| -------------------- | ----------- | ------------------------- | ------------------------- | ---------------- | --------- | ------------------------ |
| Celebes Meridional   | 46,717.48   | 8,034,776                 | 8,819,500                 | 188.8            | Macáçar   | 1,769,920                |
| Celebes Ocidental    | 16,787.18   | 1,158,651                 | 1,359,200                 | 81.0             | Mamuju    | 107,864                  |
| Celebes Central      | 61,841.29   | 2,635,009                 | 3,042,100                 | 49.2             | Palu      | 367,600                  |
| Celebes do Sudeste   | 38,067.70   | 2,232,586                 | 2,663,700                 | 70.0             | Kendari   | 359,371                  |
| Gorontalo            | 11,257.07   | 1,040,164                 | 1,176,400                 | 104.5            | Gorontalo | 179,991                  |
| Celebes Setentrional | 13,851.64   | 2,270,596                 | 2,512,900                 | 181.4            | Manado    | 432,300                  |
| Sulawesi (Total)     | 188,522.36  | 17,371,782                | 19,573,800                | 103.8            | s/d.      | s/d.                     |

## Meio-Ambiente
Celebes faz parte de Wallacea, significando que ela possui uma mistura de espécies tanto Indo-malaias quanto Australasiáticas que alcançaram a ilha cruzando barreiras de oceano profundo. Dentre a flora endêmica está o eucalipto E. Deglupta. Em celebes há 8 parques nacionais, dos quais 4 são marinhos. Os parques com a maior superfície terrestre são o Bogani Nani Wartabone, com 2.871 km2 e o Parque Nacional de Lore Lindu, com 2.290 km2. O Parque Nacional de Bunaken, o qual protege um ecossistema de corais extremamente rico, já foi proposto como um Patrimônio Mundial da UNESCO.Para além dos parques nacionais, há a presença de 19 reservas naturais. Muitas das áreas protegidas de Celebes são ameaçadas pela indústria madeireira e mineira, além da desflorestação para fins agriculturais.

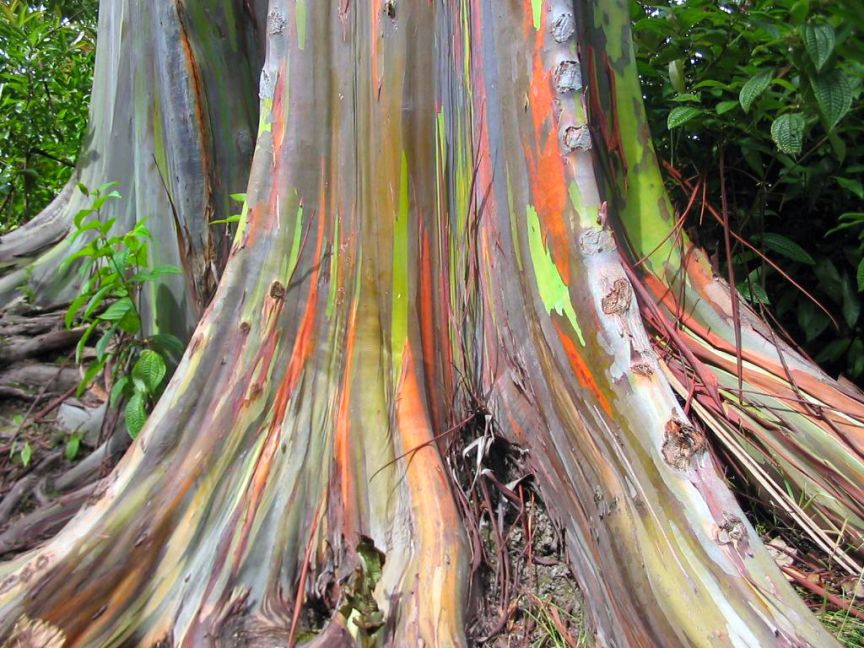
O tronco colorido típico da Eucaliptus Deglupta

A maior questão ambiental de Celebes é o desflorestamento. Em 2007, cientistas constataram que 80% das florestas celebenses foram perdidas ou degradadas, especialmente as localizadas em zonas úmidas e manguezais. Florestas foram derrubadas pela madeira ou por grandes projetos da indústria do agronegócio. Ademais, 99% das zonas úmidas de Celebes já se perderam ou estão muito danificadas. Outros problemas ambientais sofridos pela ilha são a caça de animais silvestres e a mineração desregulada.

### Mamíferos

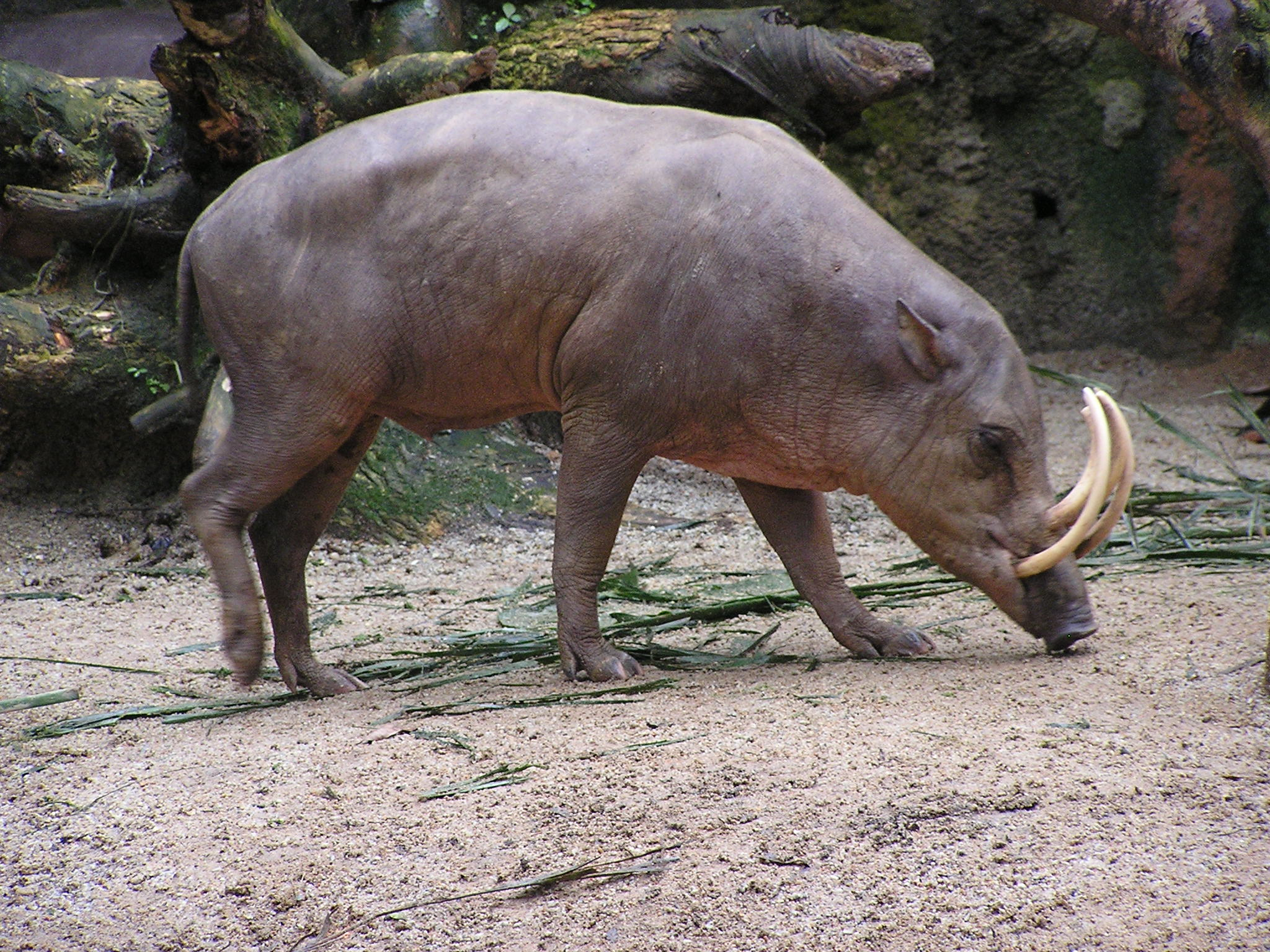
A Babirussa do norte celebense é endêmica de Celebes.

Logo na Era do Pleistoceno, Celebes tinhas espécies de Elefante Anão e uma variação anã do Stegodon, (um familiar dos elefantes, S. sompoensis); posteriormente ambos foram substituídos por versões maiores. Um suíno gigante Celebochoerus, também era presente antigamente. É pressuposto que muitos dos migrantes a Celebes chegaram via as Filipinas, enquanto a própria ilha de Celebes se tornou uma parada migratória para Flores. Um câmbio de fauna no Pleistoceno é reconhecida, com a desocupação competitiva de diversos társios indígenas pelos migrantes mais recentemente chegados, os Celebochoerus e por outros herbívoros de porte médio como o Babirussa, o Búfalo-Anão e o Porco-Perebento.
São encontradas 127 espécies sobreviventes conhecidas de mamíferos em Celebes. Uma grande porcentagem, 62% (79 espécies) são endêmicas, significando que elas não são encontradas em nenhum outro lugar no mundo. Dentre as maiores delas estão as duas espécies de Búfalo-Anão-da-Planície. Também espécies da família artiodactyl podemos listar o Porco-Perebento-de-Celebes e os Babirussas, que são variações anômalas do porco. A única espécie nativa de carnívoros é a Civeta-das-Palmeiras-Celebense (Civeta-das-Palmas-Asiático e Malaio foram introduzidos).Primatas apresentam um número de Társios noturnos (T. fuscus, de Dian, de Gursky, de Jatna, de Wallace, de Lariang e pigmeus) assim como macacos diurnos (de Heck, de Botas, Nigra, Gorontalenho, Mouro, e Tonkeano). Enquanto a maioria dos mamíferos celebenses são placentários e possuem familiares no continente asiático, diversas espécies de Cuscus, marsupiais arbóreos de origem Australasiática, também são presentes (Ailurops ursinus e Strigocuscus celebensis, que são diurnos e noturnos, respectivamente).
Celebes é habitat de um grande número de roedores endêmicos. O gênero dos Murídios é endêmico a Celebes a suas ilhas adjacentes (como as Ilhas Togian, Buton e Muna), dentre eles estão os Bunomys, Echiothrix, Margaretamys, Taeromys e Tateomys assim como os gêneros de espécie única: Eropeplus, Hyorhinomys, Melasmothrix, Paucidentomys, Paruromys e Sommeromys. Gêneros endêmicos de esquilo são: Hyosciurus, Prosciurillus, Rubrisciurus e Waiomys.
Enquanto mais de 20 espécies de morcegos estejam presentes em Celebes, apenas uma porção destas é endêmica: Rhinolophus tatar, Scotophilus celebensis e os mega-morcegos Acerodon celebensis, Boneia bidens, Dobsonia exoleta, Harpyionycteris celebensis, Neopteryx frosti, Rousettus celebensis e Styloctenium wallacei.
Muitas espécies endêmicas de Musaranhos são encontradas na ilha, como o Musaranho-Celebense, o Pequeno Musaranho-Celebense e o Musaranho-Celebense-de-Pata-Branca.

### Aves

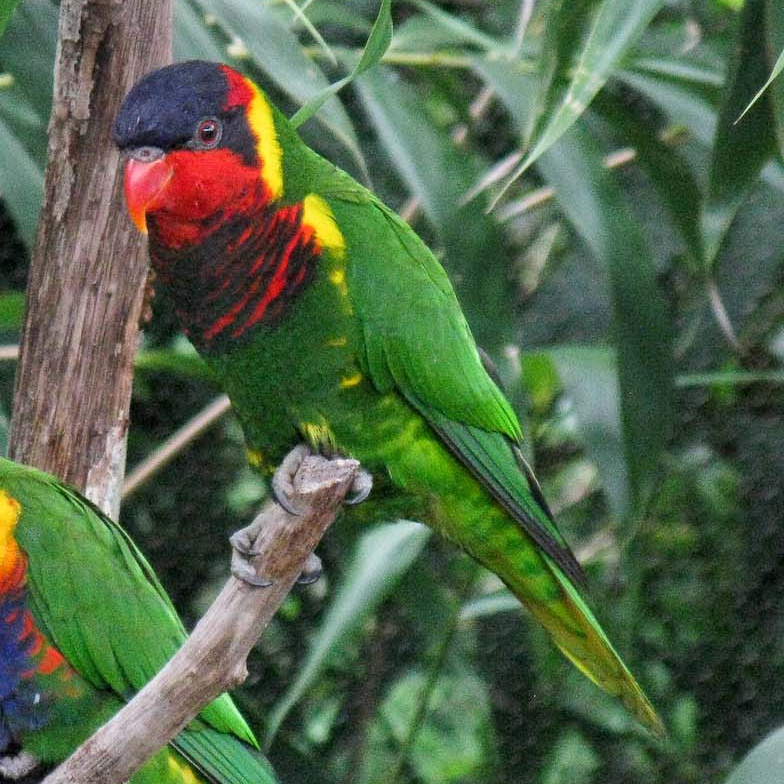
Lóris-ornado, uma das espécies endêmicas da ilha.

Em contraste com as várias espécies endêmicas de mamíferos na ilha, as aves de Celebes tendem a ser encontradas em ilhas vizinhas, como Bornéu; 31% das espécies celebenses de aves não são encontradas em nenhum outro lugar. Uma espécie endêmica (também encontrada em poucas ilhas vizinhas) é a Maleo, uma ave de chão, megapodiídeo, do tamanho de uma galinha que por vezes usa a areia quente perto de vulcões para chocar seus ovos. Uma parceria internacional de conservacionistas, doadores e locais formaram a Aliança para a Conservação do Tompotika, visando a conscientização e proteção dos nichos reprodutivos desses pássaros da Península Oriental da ilha. Outros pássaros endêmicos, por exemplo, são o Saracura Roncador, uma ave sem voo, a Enodes Erythrophoris, a Coruja Celebense Mascarada, a Basilornis celebensis, o Eurostopodus diabolicus e o Scissirostrum dubium. Se tem por volta de 350 espécies reconhecidas de pássarios em Celebes.

### Répteis
As maiores espécies de répteis em Celebes não são endêmicos e incluem pítons Reticuladas e Birmanesas, Cobra-Real, Varano-Malaio, Crocodilo-de-Água-Salgada, Hydrosaurus amboinensis, Tartaruga-Verde. Havia, antigamente, uma tartaruga gigante, a Megalochelys atlas, hoje extinta, desapareceu há cerca de 840.000 anos, possivelmente por conta da chegada de humanos. Similarmente, Dragões de Komodo e lagartos relacionados aparentam ter habitado a ilha, sendo o topo da cadeia alimentar de seus ecossistemas. Cobras menores de Celebes incluem espécies endêmicas como as Calamaria boesemani, Calamaria muelleri, Calamaria nuchalis, Cyclotyphlops, Enhydris matannensis, Ptyas dipsas, Rabdion grovesi, Tropidolaemus laticinctus e Typhlops conradi. Similarmente, lagartos menores incluem espécies não endêmicas como os Bronchocela jubata, Dibamus novaeguineae e Gekko smithii, tão como endêmicos como os Lipinia infralineolata e Gekko iskandari.

### Anfíbios
Os anfíbios encontrados em Celebes incluem as espécies endêmicas de sapo: Hylarana celebensis, H. macrops, H. mocquardi, Ingerophrynus celebensis, Limnonectes arathooni, L. larvaepartus, L. microtympanum, Occidozyga celebensis, O. semipalmata e O. tompotika assim como os "sapos voadores", endêmicos, Rhacophorus edentulus e R. georgii.

### Peixes de Água Doce

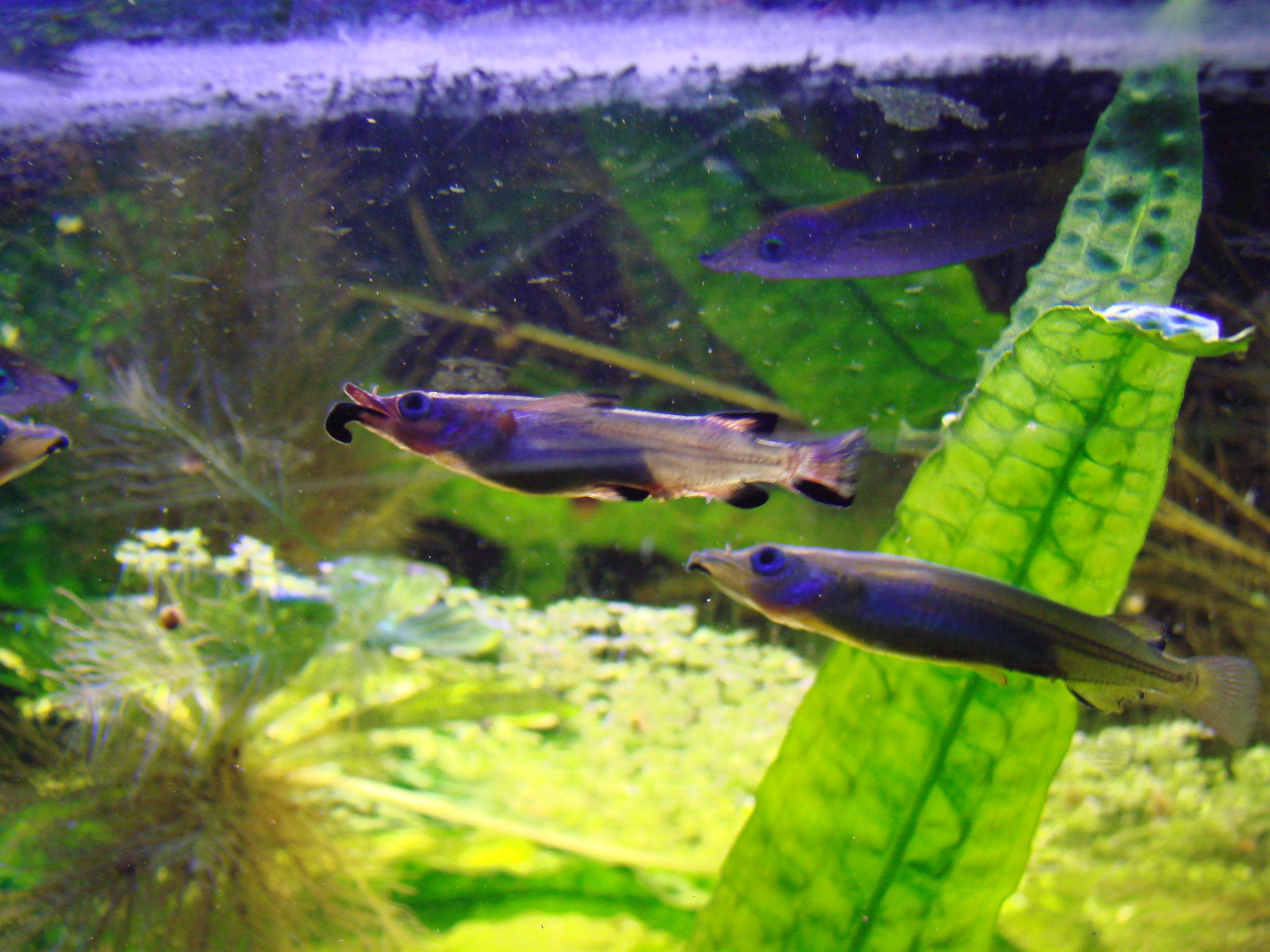
15 espécies de Zenarchopteridae são endêmicas a Celebes, incluindo 12 Nomorhamphus (imagem), Dermogenys orientalis, D. vogti, e Tondanichthys kottelati.

Celebes abriga mais de 70 espécies de peixes de água doce, incluindo 55 endêmicas. Dentre essas se tem o Gênero Nomorhamphus, o complexo específico dos Zenarchopteridae, dos quais 12 espécies são apenas encontradas em Celebes (os outros vêm das Filipinas). Além dos Nomorhamphus, a maioria dos peixes de água doce de Celebes são Peixes-Arroz, Cabozes (Glossogobius e Mugilogobius) e Telmatherinídeos. Esta última família é praticamente toda restrita às águas de Celebes, especialmente à bacia do Lago Malili, consistindo de outros lagos como o Matano, Towuti e os pequeninos Lontoa (Wawantoa), Mahalona e Masapi. Outra espécie endêmica são os Lagusia micracanthus, dos rios de Celebes Meridional, que são o único membro do seu Gênero e estão dentre os menores Teraponídeos. Os Eleotrídeos, Bostrychus microphthalmus, das cavernas de Maros é a única espécie de peixes adaptados a grutas da ilha, mas há aparentemente mais espécies não-catalogadas deste Gênero na região.

### Crustáceos e Gastrópodes de Água Doce
Diversas espécies do camarão de água doce, o Caridina, e dos caranguejos de água doce da família Parathelphusinae  (Migmathelphusa, Nautilothelphusa, Parathelphusa, Sundathelphusa e Syntripsa) são endêmicos a Celebes. Muitas dessas espécies se tornaram de certa forma populares entre os amantes de aquários e uma vez que a maioria está restrita a uma específica bacia lacunar, elas todas estão vulneráveis a perda de habitat e superexploração. Encontram-se também diversas espécies de camarão e caranguejos adaptadas a grutas, principalmente no sistema de cavernas de Maros. Destam incluem-se os Cancrocaeca xenomorpha, que foram cunhados "a espécie de caranguejos mais bem adaptada a sistemas de cavernas no mundo".

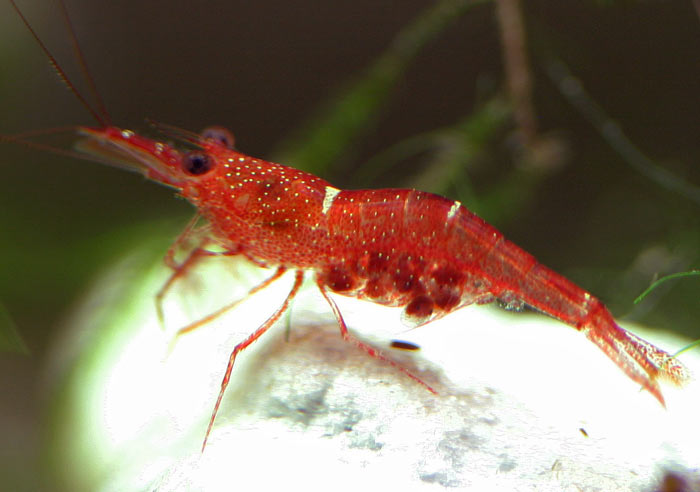
O Camarão Delícia-Laranja (Caridina loehae), nativo de Celebes.

O gênero Tylomelania de caramujos docícolas também é endêmica a Celebes, a maioria das espécies sendo restritas às bacias do Lago Poso e do Lago Malili.

### Miscelânea
Os Celacantos-indonésios e Polvos Mímicos são encontrados nas águas da costa celebense.

### Conservação
A Ilha de Celebes foi recentemente submetida por uma Assessoria de Conservação Ecorregional, coordenada pela The Nature Conservancy. Artigos detalhados sobre a vegetação da ilha estão disponíveis. A assessoria produziu um site detalhado e anotado possuindo um "portfólio de conservação". Essa informação é amplamente distribuída pelo governo local e por organizações não-governamentais. Prioridades detalhadas de conservação foram enfatizadas em uma publicação recente.
As florestas das terras baixas se encontram em grande parte removidas. Por conta da relativamente jovem idade da ilha e de sua irregular topografia, as áreas baixas são naturalmente limitadas. Na última década, essa tem visto uma conversão dramática de seu habitat ameaçado. A ilha igualmente possui um dos maiores montantes de solo rico em serpentinito no mundo, o qual sustenta uma grande comunidade de espécies de planta especializadas. No todo, a flora e a fauno desta localidade única de biodiversidade global é de pobre maneira documentada e compreendida e permanece criticamente ameaçada.
As ilhas de Pepaya, Mas e Raja, localizadas na vila de Sumalata - Regência de Gorontalo do Norte (cerca de 30Km da Ilha de Saronde), foram nomeadas uma reserva natural desde a época colonial neerlandesa em 1936. Quatro das apenas sete espécies de tartarugas marinhas podem ser encontradas nestas ilhas, o melhor habitat para tartarugas marinhas do mundo. Destas incluem as Penyu hijau (Chelonia midas), Penyu sisik (Eretmochelys imbricata), Penyu tempayan (Caretta caretta) e Penyu belimbing (Dermochelys coriacea). Em 2011, o habitat foi ameaçado por atividade humana como a caça ilegal e a pesca artesanal; ademais, muitos recifes de coral, que representam uma fonte de comida para as tartarugas, tem se danificado com a acidificação dos oceanos.